# 维拉马卡里拉曼庙
维拉马卡里拉曼庙是一間位於新加坡小印度市中心實龍崗路的一間印度教廟，主要是拜祭時母（濕婆妻子雪山神女的其中一個化身）。此廟始建於1881年，百年來條葺不斷。廟中主像時母旁之兩側，分別為時母的兒子象头神和室建陀。

## 外部連結
- Official site （页面存档备份，存于）
- Uniquely Singapore website